# Herman Paus
Herman Christopher Paus, född 4 maj 1897 i Christiania, död 11 mars 1983 på Herresta, var en norsk-svensk godsägare och skidåkare (backhoppare och nordisk kombination).
Han växte upp på Bygdøy och var son till ingenjören och fabriksägaren Karl L. Paus och Elise Schaft Gjør. Han var aktiv som landskänd skidåkare från slutet av 1910-talet och tävlade för Lyn; han deltog flera gånger i Holmenkollen och internationella tävlingar. Han fick Lyns hedersmärke år 1926, tillsammans med bland andra kronprins Olav. Under 1920-talet var han också aktiv inom skidsporten i Sverige, där han representerade Djurgårdens Idrottsförening. Norska tidningar rapporterade om hans skidkarriär över 400 gånger mellan 1916 och slutet av 1920-talet.
Omkring 1920 flyttade han till Sverige, där han utbildades till agronom och runt 1923 anställdes som förvaltare för Herresta herrgård utanför Stockholm, ägt av släktingen kammarherre och greve Christopher Paus som själv bodde stora delar av året i Rom. År 1938 sålde denne Herresta till Herman Paus och köpte själv en ny egendom i Danmark, Magleås.
Hans far var Henrik Ibsens kusin, och Herman och Christopher Paus donerade till Ibsensamlingen flera porträtt relaterade till Ibsen, inklusive en målning av systern Hedvig Ibsen. Herman Paus gifte sig 1940 med grevinnan Tatiana Tolstoy, dotter till Lev Tolstoj och barnbarn till Leo Tolstoj. De hade fyra barn. Efterkommande äger herrgårdarna Herresta och Näsbyholm som båda ligger i Strängnäs kommun. Herman Paus' bror Karl Paus ägde herrgården Närsjö gård i grannkommunen Eskilstuna.